# Spanish Revolution (medio digital)
Spanish Revolution es un medio audiovisual y un periódico de comunicación digital español creado el 15 de marzo de 2011 y editado en castellano. 

## Historia
El nombre de Spanish Revolution fue creado durante las protestas de 2011-2015 en España, denominadas inicialmente Movimiento 15-M e Indignados, derivando a Spanish Revolution en las redes sociales. El movimiento creció en su página de Facebook hasta los tres millones de seguidores y derivó en un periódico digital fundado en marzo del 2019 que edita sus contenidos bajo una licencia CC-BY-NC, que permite su utilización mencionando la procedencia y sin fines comerciales.